# Sprengel Görlitz
Der Sprengel Görlitz ist einer von drei Sprengeln der Evangelischen Kirche Berlin-Brandenburg-schlesische Oberlausitz.

## Geschichte
Bei der Vereinigung mit der Evangelischen Kirche in Berlin-Brandenburg im Jahr 2004 wurde das Gebiet der Evangelischen Kirche der schlesischen Oberlausitz zu einem eigenen Sprengel mit Sitz in Görlitz. Dieser Sprengel wurde 2010 mit dem Sprengel Cottbus (zuvor Generalsuperintendentur für die Neumark und die Niederlausitz) vereinigt.

## Generalsuperintendenten
Sprengel Cottbus
2004: Rolf Wischnath  (* 1948; schon ab 1995 Generalsuperintendent in der Evangelischen Kirche in Berlin-Brandenburg)
2005–2010: Heilgard Asmus
Sprengel Görlitz
2004–2011: Hans-Wilhelm Pietz (mit dem Titel Regionalbischof)
2011–2018: Martin Herche
2018–0000: Theresa Rinecker

## Kirchenkreise
Im Sprengel Görlitz gibt es fünf Kirchenkreise.
| Logo | Name                    | Sitz             | Superintendent/in      |
| ---- | ----------------------- | ---------------- | ---------------------- |
|      | Cottbus/Chóśebuz        | Cottbus          | Georg Thimme           |
|      | Niederlausitz           | Lübben           | Thomas Köhler          |
|      | Schlesische Oberlausitz | Niesky           | Thomas Koppehl         |
|      | Oderland-Spree          | Frankfurt (Oder) | Frank Schürer-Behrmann |
|      | Zossen-Fläming          | Zossen           | Katrin Rudolph         |